# Euchlorostola ewardari
Euchlorostola ewardari är en fjärilsart som beskrevs av Lichy 1946. Euchlorostola ewardari ingår i släktet Euchlorostola och familjen björnspinnare. Inga underarter finns listade i Catalogue of Life.